# Campeonato de Europa de patinaje de velocidad en línea 2021
El Campeonato de Europa de patinaje de velocidad en línea de 2021 tuvo lugar del 19 de julio al 25 de julio de 2021 en Canelas, Portugal. Fue la sexta ocasión en la que Portugal organizó el campeonato tras las ediciones de 1989, 1995, 2001, 2007 y 2017.
Los participantes más exitosos fueron Mathilde Pedronno de Francia para mujeres con cuatro medallas de oro y Diogo Marreiros de Portugal y Duccio Marsili de Italia para hombres, ambos con cuatro medallas de oro.

## Mujeres
| Distancia                   | Oro                                                                           | Plata                                                                 | Bronce                                                                |
| Pista                       | Pista                                                                         | Pista                                                                 | Pista                                                                 |
| --------------------------- | ----------------------------------------------------------------------------- | --------------------------------------------------------------------- | --------------------------------------------------------------------- |
| 200 m Sprint                | Mathilde Pedronno                                                             | Laethisia Schimek                                                     | Asja Varani                                                           |
| 500 m Sprint                | Mathilde Pedronno                                                             | Laethisia Schimek                                                     | Linda Rossi                                                           |
| 1.000 m Sprint              | Marie Dupuy                                                                   | Laethisia Schimek                                                     | Ana Humanes                                                           |
| 10.000 m Puntos/Eliminación | Linda Rossi                                                                   | Marine Lefeuvre                                                       | Josie Hofmann                                                         |
| 10.000 m Eliminación        | Linda Rossi                                                                   | Marine Lefeuvre                                                       | Marie Dupuy                                                           |
| 3.000 m Relevos             | Alemania · Larissa Gaiser · Josie Hofmann · Angelina Otto · Laethisia Schimek | Francia Alison Bernardi Marie Dupuy Marine Lefeuvre Mathilde Pedronno | Italia · Giorgia Bormida · Linda Rossi · Asja Varani · Luisa Woolaway |
| Ruta                        |                                                                               |                                                                       |                                                                       |
| 100 m Sprint                | Mathilde Pedronno                                                             | Alice Fracassetto                                                     | Maelle Laune                                                          |
| 1 Vuelta                    | Mathilde Pedronno                                                             | Laethisia Schimek                                                     | Linda Rossi                                                           |
| 10.000 m Puntos             | Marine Lefeuvre                                                               | Josie Hofmann                                                         | Federica di Natale                                                    |
| 15.000 m Eliminación        | Marie Dupuy                                                                   | Josie Hofmann                                                         | Linda Rossi                                                           |
| Larga distancia             |                                                                               |                                                                       |                                                                       |
| 42.195 m Marathon           | Marine Lefeuvre                                                               | Josie Hofmann                                                         | Katharina Rumpus                                                      |

## Hombres
| Distancia                   | Oro                                                                              | Plata                                                              | Bronce                                                                       |
| Pista                       | Pista                                                                            | Pista                                                              | Pista                                                                        |
| --------------------------- | -------------------------------------------------------------------------------- | ------------------------------------------------------------------ | ---------------------------------------------------------------------------- |
| 200 m Sprint                | Duccio Marsili                                                                   | Gwendal Le Pivert                                                  | Simon Albrecht                                                               |
| 500 m Sprint                | Gwendal Le Pivert                                                                | Simon Albrecht                                                     | Duccio Marsili                                                               |
| 1.000 m Sprint              | Duccio Marsili                                                                   | Gwendal Le Pivert                                                  | Giuseppe Bramante                                                            |
| 10.000 m Puntos/Eliminación | Diogo Marreiros                                                                  | Martin Ferrié                                                      | Felix Rijhnen                                                                |
| 10.000 m Eliminación        | Diogo Marreiros                                                                  | Jason Suttels                                                      | Martin Ferrié                                                                |
| 3.000 m Relevos             | Italia · Duccio Marsili · Daniele Di Stefano · Danny Sargoni · Giuseppe Bramante | España · Nil Llop · Patxi Peula · Rafael Heredia · Daniel Milagros | Países Bajos · Rémon Kwant · Luc Ter Haar · Marc Middelkoop · Ruurd Dijkstra |
| Ruta                        |                                                                                  |                                                                    |                                                                              |
| 100 m Sprint                | Ioseba Fernández                                                                 | Vincenzo Maiorca                                                   | João Afonso                                                                  |
| 1 Vuelta                    | Duccio Marsili                                                                   | Yvan Sivilier                                                      | Rémon Kwant                                                                  |
| 10.000 m Puntos             | Diogo Marreiros                                                                  | Patxi Peula                                                        | Nolan Beddiaf                                                                |
| 15.000 m Eliminación        | Diogo Marreiros                                                                  | Giuseppe Bramante                                                  | Daniele Di Stefano                                                           |
| Larga distancia             |                                                                                  |                                                                    |                                                                              |
| 42.195 m Marathon           | Nolan Beddiaf                                                                    | Daniele Di Stefano                                                 | Felix Rijhnen                                                                |

## Mixto
| Distancia      | Oro                                        | Plata                                        | Bronce                                   |
| Pista          | Pista                                      | Pista                                        | Pista                                    |
| -------------- | ------------------------------------------ | -------------------------------------------- | ---------------------------------------- |
| 500 m Mezclado | Francia Valentin Thiebault Alison Bernardi | Países Bajos · Rémon Kwant · Lianne van Loon | Alemania · Camilo Acosta · Josie Hofmann |

## Medallero
| Platz | País         | Oro | Plata | Bronce | Total |
| ----- | ------------ | --- | ----- | ------ | ----- |
| 1.    | Francia      | 11  | 7     | 4      | 22    |
| 2.    | Italia       | 6   | 4     | 9      | 19    |
| 3.    | Portugal     | 4   | 0     | 1      | 5     |
| 4.    | Alemania     | 1   | 8     | 6      | 15    |
| 5.    | España       | 1   | 2     | 1      | 4     |
| 6.    | Países Bajos | 0   | 1     | 2      | 2     |
| 7.    | Bélgica      | 0   | 1     | 0      | 1     |